# グレーシー・ポスト
グレイシー・バワーズ・ポスト（英：Gracie Bowers Pfost, 1906年3月12日- 1965年8月11日）は、アメリカ合衆国の政治家。アイダホ州選出としては初の女性連邦議員として、下院議員を5期務めた。

## 経歴
1906年3月12日、グレイシー・バワーズはアーカンソー州ハリソンで生まれた。高校を卒業後、アイダホ州ナンパの生乳業者に就職。1923年に10歳以上歳の離れた上司ジャン・W・ポストと結婚した。1929年にリンクス商科大学を卒業し、キャニオン郡政府で書記官や監査人などを歴任した。1941年には郡出納局長に選出されている。
1950年、ポストは民主党から下院議員に出馬して党指名を獲得したが、共和党のジョン・トラヴァース・ウッドに敗れた。1952年も下院議員選挙に挑み、民主党予備選挙でコンプトン・ホワイト・シニア元下院議員を破って指名を獲得。総選挙では、前回と同じく共和党のウッドとの対戦となったが、約780票差の接戦の末雪辱を果たして初当選。アイダホ州において、女性が連邦議会の議員になるのはポストが初のことであった。1956年選挙では、民主党がポスト、共和党が女性ジャーナリストのルイーズ・シャーダックをそれぞれ指名し、女性候補同士の対決となった。共和党と民主党の二大政党の候補にいずれも女性が指名されるのは、米国選挙史上初のことだった。なお、選挙ではポストが1,1000票以上の差をつけ、当選している。
1962年7月、共和党現職のヘンリー・C・ドワシャーク上院議員(アイダホ州第2部)が死去した。州法の規定に従い、ロバート・スマイリー州知事(共和党)によってレナード・ジョーダン前州知事(共和党)が選挙までのつなぎとして指名されるとともに、ドワシャークの後任を決める特別選挙が10月に行われることになった。ポストは同年の下院議員選挙を回避し、特別選挙に出馬し上院議員の議席を目指すことを表明した。選挙では、民主党からの指名を獲得したが、共和党現任のレナード・ジョーダンに敗れた。
1963年に議会を離れた後も、ポストは、ホワイトハウス直属の独立行政機関・連邦住宅局で特別補佐官として務め、高齢者向けの住宅政策に携わった。同年10月に肺炎にかかり、メリーランド州ボルチモアのジョン・ホプキンス病院に入院した。その後ホジキンリンパ腫(当時の病名としてはホジキン病)と診断され、1965年8月11日に同病院で59歳の若さで亡くなった。

## 政策
- ポストの主要な政策の一つが、スネーク川流域のヘルズキャニオン（英語版）に連邦資金を用いて大型ダムを建設するというものだった。1952年には、ダム建設を公的資金で押し進めようとするポストは、「Hell's Bell（地獄の美女）」というあだ名で呼ばれた[1][3]。しかし、何年にもわたる論争の結果[16]、最終的に大型ダムを連邦資金で設置する案は破れ、地元の民間電力会社アイダホ・パワー（英語版）によって3つの小規模ダム（ブラウンリー（英語版）、オックスボウ（英語版）、ヘルズ・キャニオン（英語版））が建設されることになった[2][17][18]。

## 選挙歴
| 年     | 民主党             | 票数   | 得票率 |  | 共和党                 | 票数   | 得票率 |
| ------ | ------------------ | ------ | ------ |  | ---------------------- | ------ | ------ |
| 1950年 | グレイシー・ポスト | 41,040 | 49.5%  |  | ジョン・ウッド         | 41,823 | 50.5%  |
| 1952年 | グレイシー・ポスト | 54,725 | 50.3%  |  | ジョン・ウッド         | 54,134 | 49.7%  |
| 1954年 | グレイシー・ポスト | 50,214 | 54.9%  |  | Erwin Schwiebert       | 41,293 | 45.1%  |
| 1956年 | グレイシー・ポスト | 60,170 | 55.1%  |  | ルイーズ・シャーダック | 48,974 | 44.9%  |
| 1958年 | グレイシー・ポスト | 60,083 | 62.4%  |  | A.B. Curtis            | 36,178 | 37.6%  |
| 1960年 | グレイシー・ポスト | 68,863 | 60.4%  |  | Thomas A. Leupp        | 45,166 | 39.6%  |

| 年     | 民主党             | 票数    | 得票率 |  | 共和党               | 票数    | 得票率 |
| ------ | ------------------ | ------- | ------ |  | -------------------- | ------- | ------ |
| 1962年 | グレイシー・ポスト | 126,398 | 49.1%  |  | レナード・ジョーダン | 131,279 | 51.0%  |